# Elacatis multiplicator
Elacatis multiplicator es una especie de coleóptero de la familia Salpingidae.

## Distribución geográfica
Habita en Camerún.